# زيشان جاويد شاه
زيشان جاويد شاه (ولد في 31 مايو 1979) مخرج باكستاني مقيم في البحرين. زيشان يدرس صناعة الأفلام والرسوم المتحركة والتأثيرات البصرية في كلية البحرين الجامعية وفي وقت سابق قام زيشان بتدريس الفنون الجميلة في معهد نيويورك للتكنولوجيا فرع البحرين لأكثر من سبع سنوات. يعتبر زيشان أيضا رائد مشاريع أفلام الطلبة في البحرين وأول شخص يقوم بعمل أفلام روائية طويلة عن مشاريع الطلاب في البحرين.
ولد زيشان في المملكة العربية السعودية ثم جاء إلى البحرين في عام 2006 للعمل في معهد نيويورك للتكنولوجيا ليقوم بتدريس أساسيات رسومات الحاسوب ودورات الرسوم المتحركة في البداية ثم توسع ليشمل تاريخ الفن والرسم والتصوير في قائمة تعليمه. تدريجيا بدأ العمل على مشاريع الأفلام مع طلبة جامعة نيويورك للتكنولوجيا في البحرين وأصدر ثلاثة أفلام تجارية حتى الآن في البحرين ويعمل حاليا على إنتاج أول فلم رعب كوميدي بحريني. بصرف النظر عن الأفلام الروائية الطويلة ففي 5 مايو 2013 عرض زيشان مشاريع طلبته في سينما سار. كما عرض مشاريع طلبته في عام 2014 في معرض الوسائط المتعددة الذي أقيم لأول مرة في تاريخ مملكة البحرين.

## السيرة

### النشأة
درس زيشان في البداية في مدرسة الظهران الثانوية ومن ثم تم نقله إلى مدرسة باكستان الدولية، الخبر في عام 1988. بعد الانتهاء من دراسته الثانوية في عام 1998 انتسب زيشان لجامعة اقرأ في كراتشي. حصل على شهادة البكالوريا في علوم الكمبيوتر في عام 2002 والماجستير في علوم الحاسب الآلي في تخصص الوسائط المتعددة ورسومات الكمبيوتر في عام 2003. عمل بدوام جزئي مصمم رسوم بيانية لجامعة اقرأ في المنزل وقام بتدريس برامج التعليم المستمر بمد التعليم.

### المشوار المهني
بعد فترة وجيزة من حصوله على شهادة الماجستير سافر زيشان إلى مسقط رأسه المملكة العربية السعودية في عام 2003 حيث كان والده لا يزال يعمل في شركة سيمنس. انضم زيشان إلى شركة سعودية محلية حيث بدأ مسيرته في المنزل كمصمم جرافيك. بعد عامين انتقل زيشان إلى الرياض للعمل في شركة تنظيم الأحداث لمدة ستة أشهر فقط. في عام 2006 سافر زيشان إلى البحرين للانضمام إلى معهد نيويورك للتكنولوجيا. في السنة الأولى من عمله في الجامعة قام بتدريس أساسيات التصميم الثلاثي الأبعاد والرسوم المتحركة وتصميم مواقع على شبكة الإنترنت ورسومات متحركة. في عام 2009 وافقت الجامعة على تدريس زيشان لصناعة الأفلام. خلال تدريس التاريخ شارك زيشان في العديد من معارض الفنون المحلية والدولية مثل معرض مجمع العالي للفنون 2012 و2013 و#UniteBH ومتحف فينيكس في الولايات المتحدة. كما أجرى ورش عمل في التصوير الفوتوغرافي وصناعة الأفلام في شركة أرامكو السعودية في عام 2011.
في بداية العام 2012 أعلنت جامعة نيويورك للتكنولوجيا إغلاق فرعها في البحرين وبعدها بعام انتقل زيشان للعمل في كلية البحرين الجامعية.

### الصحة
تم تشخيص زيشان بسرطان الكلى في عام 2014 واعتزم محاربة هذا المرض الفتاك بالخضوع للعلاج في معهد السند لجراحة المسالك البولية وزراعة الأعضاء وهو معهد طبي الرائد في باكستان لعلاج المتخصص في 22 يوليو. هناك خضع لعملية جراحية لاستئصال كليته اليمنى. الآن شفي زيشان من السرطان وسيخضع أيضا لعملية زرع كلى في العام نفسه.

### الجوائز
عمل زيشان أيضا مع فنانين عالميين ومعرض التصوير الفوتوغرافي للسلام خلال احتجاجات 2011. إحدى سلسلته للتصوير الفوتوغرافي فاز بجائزة الإبداع الدولية الذهبية لأفضل سلسلة تصوير فوتوغرافي.

## قائمة الأفلام
| العام   | العنوان       | الإخراج | الإنتاج | التأليف | التمثيل |
| ------- | ------------- | ------- | ------- | ------- | ------- |
| 2009    | خوارق         | نعم     | نعم     | نعم     | نعم     |
| 2011    | لؤلؤة جلجامش  |         | نعم     |         | نعم     |
| 2012    | الغراب الفضي  | نعم     | نعم     |         | نعم     |
| 2013    | الرمال الميتة |         | نعم     |         | نعم     |
| 2015-16 | فتاتي         |         | نعم     |         |         |

زيشان هو أول صانع أفلام في تاريخ البحرين يقوم بتدريس دورات مهنية وتجارية في صناعة الأفلام في جامعة نيويورك للتكنولوجيا البحرين. كانت فكرة زيشان إطلاق مدينة البحرين السينمائية حيث ينضم طلاب إلى برامج إنتاج الأفلام والعمل على وسائل الإعلام الرقمية وتعلم فن الأداء والتوجيه والعديد من المجالات الأخرى ذات الصلة بالأفلام. اقترح زيشان على المكتب الرئيسي لجامعة نيويورك للتكنولوجيا في نيويورك في عام 2008 تقديم دورة تسمى مشاريع ب الخاصة المتعلقة بصناعة الأفلام وكانت الفكرة الرئيسية وراء مشاريع ب الخاصة أن يتعلم الطلاب مهارات وتقنيات رسومات الحاسوب. أصدر زيشان مع طلابه فيلمهم الأول في البحرين في عام 2009 بعنوان خوارق وهو فيلم رعب يحتوي على ثلاث قصص رعب منفصلة. كان فيلمه الثاني مع الطلاب لؤلؤة جلجامش الذي عرض في سينما سار في البحرين في عام 2011 وتدور قصة الفيلم حول ثلاثة أصدقاء يتهمون ظلما بسلسلة من جرائم القتل وقد حقق الفيلم إيرادات قدرها 970 دينار بحريني وتم التبرع بكامل المبلغ للجمعيات الخيرية. أصدر زيشان الفيلم الثالث مع الطلبة في 12 مايو 2012 في سينما مجمع السيف بعنوان الغراب الفضي. حسب موقع قاعدة بيانات الأفلام على الإنترنت حقق الفيلم نجاحا كبيرا على المستوى المحلي حيث تدور قصة الفيلم حول يتيم فضائي جاء إلى الأرض من كوكب يسمى رافينا الذي اختطفه الشرير مافريك وقد حقق الفيلم إيراد قدره 996 دينار بحريني وتم التبرع به لصالح جمعية الهلال الأحمر البحريني. شارك زيشان أيضا في مشاريع الأفلام القصيرة مع طلاب ومؤخرا تعاون مع برنامج ولي عهد البحرين سلمان بن حمد آل خليفة للمنح الدراسية. أحدث مشروع لزيشان هو إنتاج أفضل فيلم رعب كوميدي بحريني باسم الرمال الميتة التي أصدر في 20 نوفمبر حيث كانت أميرة قائدة أول مخرجة أنثى بحرينية وتمت رعايته من قبل شركة أحمد الزياني وأولاده وشركة البحرين للسينما وجامعة نيويورك للتكنولوجيا البحرين. في 5 مايو 2013 عرضت زيشان عشرة أفلام قصيرة من إنتاج طلاب كلية البحرين الجامعية في سينما سار. في عام 2015 عمل زيشان مع صديقه القديم صالح شريف وأنتجا فيلم فتاتي حيث قام صالح بمهمة التأليف وتم تصويره بالكامل في تركيا وباللغة التركية.

## روابط خارجية
- زيشان جاويد شاه على موقع IMDb (الإنجليزية)